# L'Île de Calypso : Ulysse et le Géant Polyphème
L'Île de Calypso: Ulysse et le Géant Polyphème és un curtmetratge mut francès de 1905 dirigida per Georges Méliès. Va ser estrenat per la Star Film Company de Méliès i està numerat del 750 al 752 als seus catàlegs. La pel·lícula dura quatre minuts.

## Sinopsi
Odisseu s'acosta a la cova del ciclop Polifem. Cansat, s'adorm davant seu. Aleshores, les nimfes surten de la cova, toquen música i llancen flors a l'heroi adormit. Calipso arriba, el desperta, mentre les noies s'esvaeixen. Ella l'atreu davant de la cova, després desapareix, donant pas a la mà del Cíclope que intenta atrapar Odisseu. Aleshores, el gegant treu el cap i l'heroi li perfora l'únic ull amb una llança. Aleshores Ulisses marxa, Calypso intenta en va contenir-lo i plora entre les seves amigues.

## Producció
Méliès interpreta Odisseu a la pel·lícula, que es basa en dues escenes completament separades de lOdissea, que combina Ogígia, l'illa de Calipso al mar Jònic, amb la cova de Polifem prop de l'Etna a Sicília. Els efectes especialss de la pel·lícula estan treballats amb maquinària escènica, exposició múltiple, escamoteigs i fosa. L'ull de Polifem està titellat amb dues cordes, mentre que el braç gegant és probablement el del propi Méliès.